# Birger Brosa

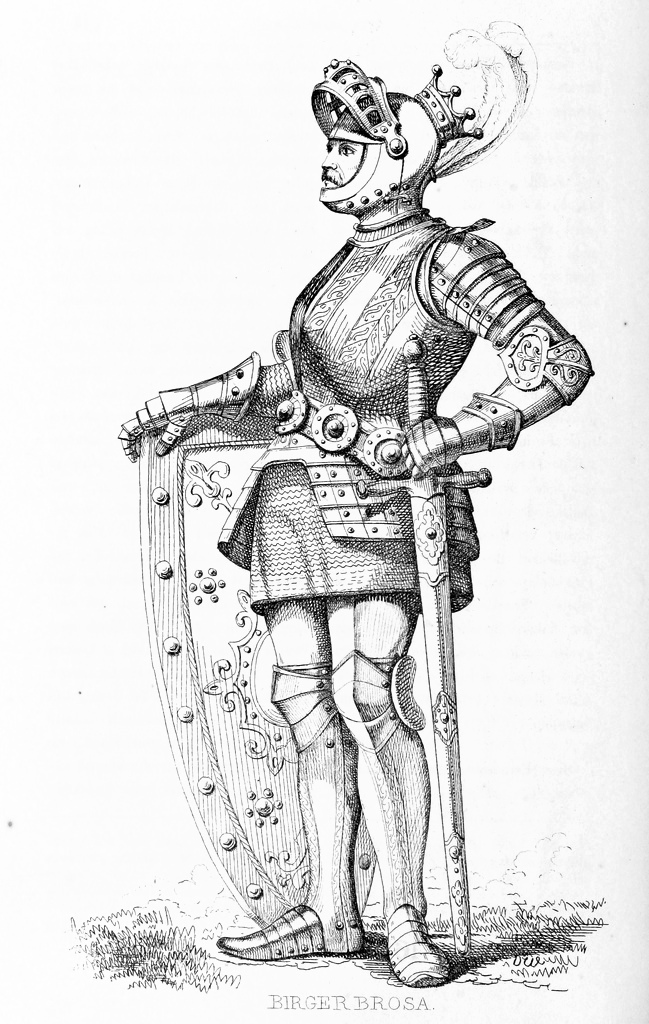
Birger Brosa

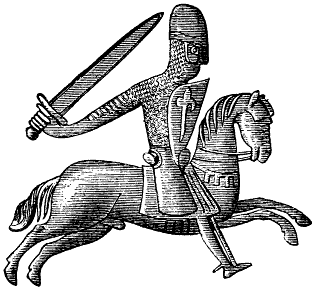
Das Siegel Brosas

Birger Brosa († 9. Januar 1202 auf Visingsö) war schwedischer Jarl (Herzog) von 1174 bis 1202 und trug als Wappen eine französische Lilie.
Brosa bedeutet der Lächelnde, dieser Beiname ist allerdings nur in den westnordischen Quellen des 13. und 14. Jahrhunderts bekannt. In den 1180er-Jahren wurde er als dux sveorum bezeichnet.
Er war zu seiner Zeit der mächtigste Mann in Östergötland und besaß neben dem Ahnensitz in Bjälbo mehrere Höfe in Östergötland, Närke und Värmland. Man geht davon aus, dass er ebenfalls Höfe in Södermanland (Sörmland) hatte, da er das Patronatsrecht über die Sankt Eskils-Kirche in Sörmland innehatte. Birger Brosa war ein großer Gönner des Klosters Riseberga.
Nach Hermann von Wartberges Chronicon Livoniae wollte Birger Brosa um 1195 einen Kreuzzug nach Livland unternehmen, sein Schiff wurde aber nach Estland abgetrieben. Nachdem er drei Tage lang das Land geplündert hatte, erklärten sich die Esten bereit, Tribut zu leisten und zum Christentum überzutreten. Nach Annahme des Tributs kehrte Birger nach Schweden zurück.
Er scheint eine Persönlichkeit mit Zugang zu bedeutenden Machtressourcen gewesen sein, die es schaffte, eine lange Friedensperiode in Schweden zu halten. Nach seinem Tod 1202 brachen unmittelbar Machtfehden aus.
Birger Brosa war der Sohn von Bengt Snivil und heiratete vor 1170 Birgitta Haraldsdotter Gille. Sie war eine Tochter des norwegischen Königs Harald Gille und in erster Ehe mit dem 1161 ermordeten schwedischen König Magnus Henriksson verheiratet gewesen. Sie überlebte ihn und trat nach seinem Tod in das Kloster Riseberga ein.

## Nachkommen
- Filip Birgersson, Jarl des norwegischen Königs Sverre († 1200)
- Knut Birgersson, Jarl von Schweden, (†  31. Januar 1208 in der Schlacht bei Lena)
- Folke Birgersson († 17. Juli 1210 in der Schlacht bei Gestilren)
- Magnus
- Ingegerd Birgersdotter, schwedische Königin, verheiratet mit Sverker II.
- Kristina Birgersdotter
- Margareta Birgersdotter

## Verfilmung
2008 verfilmte der Regisseur Peter Flinth die Götaland-Trilogie von Jan Guillou unter dem Titel Arn – Der Kreuzritter. Birger Brosa wurde von Stellan Skarsgård dargestellt.